# Aethionectes
Aethionectes is een geslacht van kevers uit de familie  waterroofkevers (Dytiscidae).
Het geslacht is voor het eerst wetenschappelijk beschreven in 1882 door Sharp.

## Soorten
Het geslacht omvat de volgende soorten:
- Aethionectes apicalis (Boheman, 1848)
- Aethionectes bokumanus Guignot, 1956
- Aethionectes chilonarius Guignot, 1948
- Aethionectes flammulatus Zimmermann, 1928
- Aethionectes fulvonotatus (Clark, 1864)
- Aethionectes irroratus Guignot, 1952
- Aethionectes nigrosignatus Zimmermann, 1928
- Aethionectes oberthueri (Régimbart, 1895)